# Edmund Lesser
Edmund Lesser (Nysa, 12 maggio 1852 – Berlino, 7 giugno 1918) è stato un dermatologo tedesco.

## Biografia
Studiò medicina presso le università di Berlino, Bonn e Strasburgo, guadagnando, in seguito il dottorato in medicina nel 1876. Più tardi è diventato assistente di Oskar Simon (1845-1892) presso la clinica dermatologica di Breslavia e nel 1882 ricevette la sua abilitazione presso l'Università di Lipsia. Nel 1892 fu professore associato presso l'Università di Bonn e diversi anni dopo fu nominato capo medico del reparto sifilitico presso la Charité (1896). L'anno successivo diventò capo del dispensario dermatologico e sifilitico presso l'Università di Berlino.

## Opere principali
Lesser noto per la sua ricerca sulla sifilide. È stato autore di Lehrbuch der Haut- und Geschlechtskrankheiten für Studirende und Ärzte (Libro di testo sulla pelle e sulle malattie veneree per studenti e medici), una pubblicazione che ebbe un notevole successo ed eventuali dizioni. Con lo zoologo Richard Hertwig (1850-1937), fu coautore di Über Rhizopoden und denselben nahestehende Organismen.
Altre pubblicazioni di Lesser includono:
- Ueber Syphilis maligna
- Beiträge zur Lehre vom Herpes zoster
- Ueber Nebenwirkungen bei Injectionen unlöslicher Quecksilberverbindungen
- Ueber Syphilis insontium
- Ueber Ischias gonorrhoica
- Die Aussatzhäuser des Mittelalters.